# Charaxes cajus
Charaxes cajus är en fjärilsart som beskrevs av Herbst 1790. Charaxes cajus ingår i släktet Charaxes och familjen praktfjärilar. Inga underarter finns listade i Catalogue of Life.